# Tanya Muzinda
Tanyaradzwa Adel Muzinda (nascida em 2004) é uma piloto de motocross do Zimbábue. Ela foi a primeira mulher a vencer um campeonato de motocross no Zimbábue.

## Vida
Tanyaradzwa Adel Muzinda nasceu em Harare, capital do Zimbábue, em 31 de agosto de 2004, e começou a andar de moto quando tinha cinco anos, incentivada por seu pai, Tawanda. Sua mãe se chama Adiyon e ela tem três irmãos. Ela fez sua escola primária na Eaglesvale Primary School, em Harare.
Sua primeira motocicleta custou 2.000 dólares mais 900 dólares do kit de proteção. Ela e a família se mudaram para a Flórida, nos Estados Unidos, em 2019.

## Carreira
Em 2017, sofreu uma queda que danificou o quadril e teve dificuldades para andar por vários meses. No mesmo ano, ela competiu em sua primeira corrida no exterior, no HL Racing British Master Kids Championships, realizado na pista de Motoland, perto de Mildenhall, na Inglaterra. Ela gostou da corrida e ficou em terceiro lugar.
Os campeonatos de motocross foram organizados pela primeira vez na Rodésia (atual Zimbábue), em 1957. Nenhuma mulher jamais havia vencido um campeonato. Tanyaradzwa Muzinda foi a primeira. Seu pai só podia assistir aos campeonatos do alto das árvores nos arredores da pista.
O sindicato africano a reconheceu como a esportista júnior do ano, em 2018. No final de 2019, ela e sua família se mudaram para a Flórida, nos Estados Unidos, com o apoio do italiano três vezes campeão mundial de motocross Stefy Bau. Ele se tornou seu gerente enquanto seu pai continuou como seu treinador (e dois de seus irmãos). Tanyaradzwa Muzinda é embaixadora honorária da União Europeia para Juventude, Gênero, Esportes e Desenvolvimento no Zimbábue.
Seus ganhos permitiram que ela pagasse as taxas escolares de 100 crianças em Harare, capital do Zimbábue.

## Prêmios e reconhecimento
- 2012 - Segundo lugar no campeonato de motocross no Zimbábue.[6]
- 2013 - Troféu e medalha de ouro no FIM Africa Motocross das Nações Africanas, em Muldersdrift, nos arredores de Joanesburgo, capital da África do Sul.[7]
- 2015 - National Sports Awards 2015 Junior Sportswoman of the Year.[3]
- 2015 - Prêmio Anual de Esportes Nacionais 2015 Atleta Júnior do Ano.[3]
- 2015 - Zimbabwe International Women's Awards 2015 Sportswoman of the Year em Birmingham, Inglaterra.[3]
- Motociclista feminina mais jovem e destacada Classe 65cc-2013 FIM Africa Motorcross das nações africanas em Muldersdrift, África do Sul.[3]
- Bog Wheelers Club Melhor piloto da temporada.[3]
- 2017 - 3º lugar no 2017 HL Racing British Master Kids Championships na pista de Motoland na Inglaterra.[3]
- Embaixadora honorária da União Europeia no Zimbabué para a Juventude, Género, Desporto e Desenvolvimento.[3]
- 2018 - Esportista Júnior do Ano em 2018 na África do Sul pelos Cinco Prêmios Anuais de Esportes da Região do Conselho de Esportes da União Africana.[3]
- 2020 - Selecionada para o prêmio Nickelodeon Kid of the Year, da Time Magazine.[3]
- 2021 - Nomeada uma das 100 mulheres mais inspiradoras do mundo, da BBC.[8]